# Cricetulus longicaudatus
Cricetulus longicaudatus este o specie de rozătoare din familia Cricetidae. Este găsită în China, Kazahstan, Mongolia și Rusia.

## Descriere
Cricetulus longicaudatus are o lungme a corpului (inclusiv capul) de 85–135 mm, iar a cozii de 35–48 mm. Greutatea sa este de 15–50 g. Blana de pe partea dorsală este fie galbenă nisipie, fie gri–maronie închisă. Cea de pe partea ventrală are culoarea albă-cenușie și firele sale de păr au baza neagră-cenușie și vârful alb. Există câte o linie ascuțită de separare pe ambele părți laterale ale corpului, care separă coloritul dorsal de cel ventral. Urechile au culoare închisă și marginea albă. Coada sa este subțire și este închisă la culoare deasupra și albă dedesubt.

## Răspândire și habitat
Cricetulus longicaudatus este găsită în nordul și centrul Chinei, vestul și centrul Mongoliei, Kazahstan și regiunile Tuva și Transbaikal din Rusia. Habitatul său este compus din zone deșertice și semideșertice, păduri, stepe, pajiști alpine, zone cu arbuști și versanți meridionali de munte.

## Ecologie
Cricetulus longicaudatus este nocturnă. Dieta sa include semințe și insecte. Trăiește în vizuini, în care construiește camere de depozitat mâncare. Se poate întâmpla să ocupe vizuini care au fost construite de altă specie de mamifere mici. Reproducerea începe în martie-aprilie și o femelă poate naște două sau mai multe rânduri de pui care constă fiecare în până la 9 pui.

## Stare de conservare
Cricetulus longicaudatus are o răspândire largă iar populația sa este mare. Habitatul său poate să fie degradat de pășunat, specia este afectată de secetă și în unele zone poate să fie în competiție pentru resurse cu alte specii de rozătoare. Cu toate acestea, nu au fost identificate amenințări majore per total pentru această specie. Nu se știe dacă populața este în creștere sau în scădere, dar nu a fost identificat niciun declin al acesteia, iar în jur de 11 % din arealul său din Mongolia se află în arii protejate. Uniunea Internațională pentru Conservarea Naturii a clasificat-o ca fiind o specie neamenințată cu dispariția.